# Daniele Pagani
Daniele Pagani (11 giugno 1966) è un ex altista italiano.

## Biografia
Nel 1987 vinse la medaglia di bronzo nel salto in alto ai Giochi del Mediterraneo di Laodicea e conquistò il titolo di campione italiano assoluto nella medesima specialità. Nel 1988 fu nuovamente campione italiano assoluto nel salto in alto, ma in questo caso indoor, e si classificò settimo ai campionati europei indoor di Budapest. Nel 1990 arrivò il suo terzo titolo nazionale (all'aperto), mentre ai campionati europei di Spalato raggiunse la finale piazzandosi 12º con la misura di 2,24 m.

## Progressione

### Salto in alto
| Stagione | Misura | Luogo      | Data      | Rank. Mond. |
| -------- | ------ | ---------- | --------- | ----------- |
| 1990     | 2,28 m | Spalato    | 29-8-1990 |             |
| 1989     | 2,22 m | Ravenna    | 24-8-1989 |             |
| 1988     | 2,26 m | Cesenatico | 14-8-1988 |             |
| 1987     | 2,24 m | Roma       | 29-7-1987 |             |
| 1986     | 2,21 m | Torino     | 23-7-1986 |             |
| 1985     | 2,18 m | Cottbus    | 23-8-1985 |             |

### Salto in alto indoor
| Stagione | Misura | Luogo    | Data     | Rank. Mond. |
| -------- | ------ | -------- | -------- | ----------- |
| 1987/88  | 2,27 m | Budapest | 5-3-1988 |             |
| 1986/87  | 2,24 m | Firenze  | 4-2-1987 |             |
| 1984/85  | 2,22 m | Firenze  | 9-2-1985 |             |

## Palmarès
| Anno | Manifestazione          | Sede     | Evento        | Risultato | Prestazione | Note                          |
| ---- | ----------------------- | -------- | ------------- | --------- | ----------- | ----------------------------- |
| 1985 | Europei juniores        | Cottbus  | Salto in alto | 5º        | 2,18 m      | Miglior prestazione personale |
| 1987 | Giochi del Mediterraneo | Laodicea | Salto in alto | Bronzo    | 2,21 m      |                               |
| 1988 | Europei indoor          | Budapest | Salto in alto | 7º        | 2,27 m      | Miglior prestazione personale |
| 1990 | Europei                 | Spalato  | Salto in alto | 12º       | 2,24 m      |                               |

## Campionati nazionali
- 2 volte campione italiano assoluto del salto in alto (1987, 1990)
- 1 volta campione italiano assoluto del salto in alto indoor (1988)

1986
- Argento ai campionati italiani assoluti, salto in alto - 2,24 m

1987
- Oro ai campionati italiani assoluti, salto in alto - 2,24 m

1988
- Oro ai campionati italiani assoluti indoor, salto in alto - 2,26 m

1990
- Oro ai campionati italiani assoluti, salto in alto - 2,19 m

## Altre competizioni internazionali
1990
- 5º al Golden Gala ( Bologna), salto in alto - 2,20 m
- Oro al Palio della Quercia ( Rovereto), salto in alto - 2,20 m